# In dubio pro duriore
Der Grundsatz „In dubio pro duriore“ (lateinisch für: „Im Zweifel für das Härtere“) ist ein schlagwortartiger Ausdruck für einen Teilaspekt des Legalitätsprinzips. Die Staatsanwaltschaft (oder eine andere untersuchende Stelle) ist danach im Strafprozess verpflichtet, auch dann Anklage zu erheben, wenn bei Abschluss der Ermittlungen sowohl gewichtige Umstände vorliegen, die für eine Täterschaft der beschuldigten Person sprechen, als auch gewichtige Umstände dagegen. Damit gilt für die Anklageerhebung ein anderer Maßstab als für das spätere Verfahren, in dem sich Zweifel zu Gunsten des Angeklagten auswirken (In dubio pro reo). Der Grundsatz In dubio pro duriore soll sicherstellen, dass die Rechtsprechung den Gerichten in den dafür vorgesehenen Verfahren vorbehalten bleibt.

## Schweiz
Der Grundsatz „In dubio pro duriore“ ist eine feststehende Begrifflichkeit (Terminus technicus) im schweizerischen Recht. Nach der Rechtsprechung des Bundesgerichts verlangt der Grundsatz „lediglich, im Zweifel Anklage zu erheben respektive zu überweisen. Als praktischer Richtwert kann daher gelten, dass Anklage erhoben werden muss, wenn eine Verurteilung wahrscheinlicher erscheint als ein Freispruch“. Eine Einstellung durch die Staatsanwaltschaft darf nur bei klarer Straflosigkeit bzw. offensichtlich fehlenden Prozessvoraussetzungen erfolgen. In der Schweizerischen Strafprozessordnung ergibt sich der Grundsatz indirekt aus Art. 324 Abs. 1 i. V. m. Art. 319 Abs. 1 StPO.

## Deutschland
Inhaltlich gilt der Grundsatz In dubio pro duriore auch im deutschen Recht. Nach der Rechtsprechung des Bundesgerichtshofs darf das Anklagemonopol der Staatsanwaltschaft nicht dazu dienen, die in Art. 92 GG erfolgte Zuweisung der Rechtsprechung an die Gerichte zu unterlaufen. Daher darf die Staatsanwaltschaft keine Verfahren einstellen, in denen die „nicht geringe Möglichkeit“ besteht, dass ein Richter den Beklagten schuldig spricht.